# پدرو پیرس
پدرو پیرس (انگلیسی: Pedro Pires) (زاده ۲۹ آوریل ۱۹۳۴) یک سیاست‌مدار اهل کیپ ورد است.